# Liste der Monuments historiques in Bouhans-lès-Lure
Die Liste der Monuments historiques in Bouhans-lès-Lure führt die Monuments historiques in der französischen Gemeinde Bouhans-lès-Lure auf.

## Liste der Objekte
| Bezeichnung | Beschreibung                              | Standort                      | Kennzeichnung | Schutzstatus | Datum | Bild |
| ----------- | ----------------------------------------- | ----------------------------- | ------------- | ------------ | ----- | ---- |
| Glocke      | Bronze, 1804 oder 1805 (An XIII) gegossen | in der Kirche St-Aubin (Lage) | PM70000132    | Classé       | 1942  |      |